# Budynek dawnej gminy żydowskiej w Gnieźnie
Budynek dawnej gminy żydowskiej w Gnieźnie – budynek został wybudowany w roku 1880 w stylu neogotyckim. Do 1939 był siedzibą gminy żydowskiej. Od 1945 mieści Zespół Państwowych Szkół Muzycznych. Został wpisany do rejestru zabytków 24 lipca 2008 roku. Mieści się przy ulicy Mieszka I.